# Charles Castellan
Pour les articles homonymes, voir Castellan.
Charles Castellan est un poète mauricien né à Port-Louis en 1812 et mort dans la même ville en 1851. Il y a publié deux recueils, Les Palmiers en 1832 et Beaux jours et jours d'orage en 1837. Les critiques ont plusieurs fois souligné que son poème La Malabare annonce Charles Baudelaire et À une Malabaraise.